# Zhai (taoïsme)
Pour les articles homonymes, voir Chai.
Zhai (jeûne en français) dans le taoïsme, désigne un rite de purification associé au taoïsme religieux. La diète est associée à la reconnaissance de ses péchés. Différentes sortes de cérémonies, suivant les écoles, ont lieu pour cette repentance. Certaines durent trois jours, certaines ont lieu sur une plateforme entourée de cordes; se couvrir de cendres ou de suif est dans la tradition. Des offrandes et des prières peuvent être faites. Au cours des siècles, des cérémonies avec le nom dezhai comme huanglu zhai ont été instaurées pour des causes spécifiques comme lutter contre une épidémie, ou faire pleuvoir.
Aujourd'hui, il fait partie du festival cosmique renouvelé, dans la tradition moderne du taoïsme. La célébration se nomme zhaijiao.